# مصر.
مصر. е арабски интернет домейн от първо ниво за Египет. Пуснат e в действие на 5 май 2010 година .